# 존 테니얼

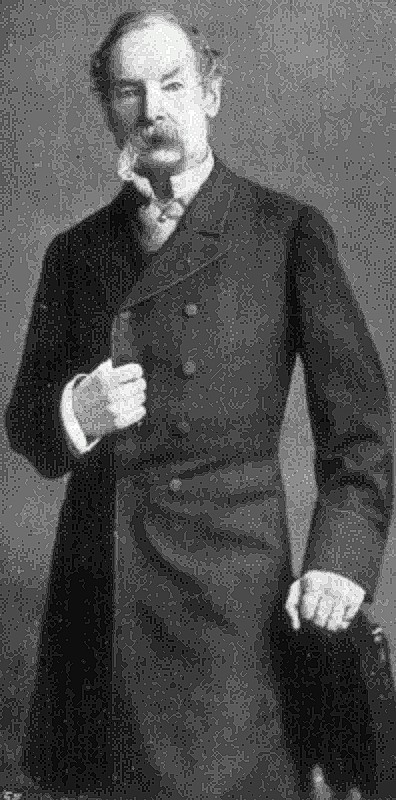

존 테니얼 경(Sir John Tenniel, 1820년 2월 28일 ~ 1914년 2월 25일)은 영국의 삽화가이다. 루이스 캐럴의 아동 문학 《이상한 나라의 앨리스》와 《거울 나라의 앨리스》의 삽화를 다룬 것으로 잘 알려져 있으며, 19세기 중반부터 약 50년간 풍자 만화 잡지 《펀치》에서 풍자 만화를 맡았다.

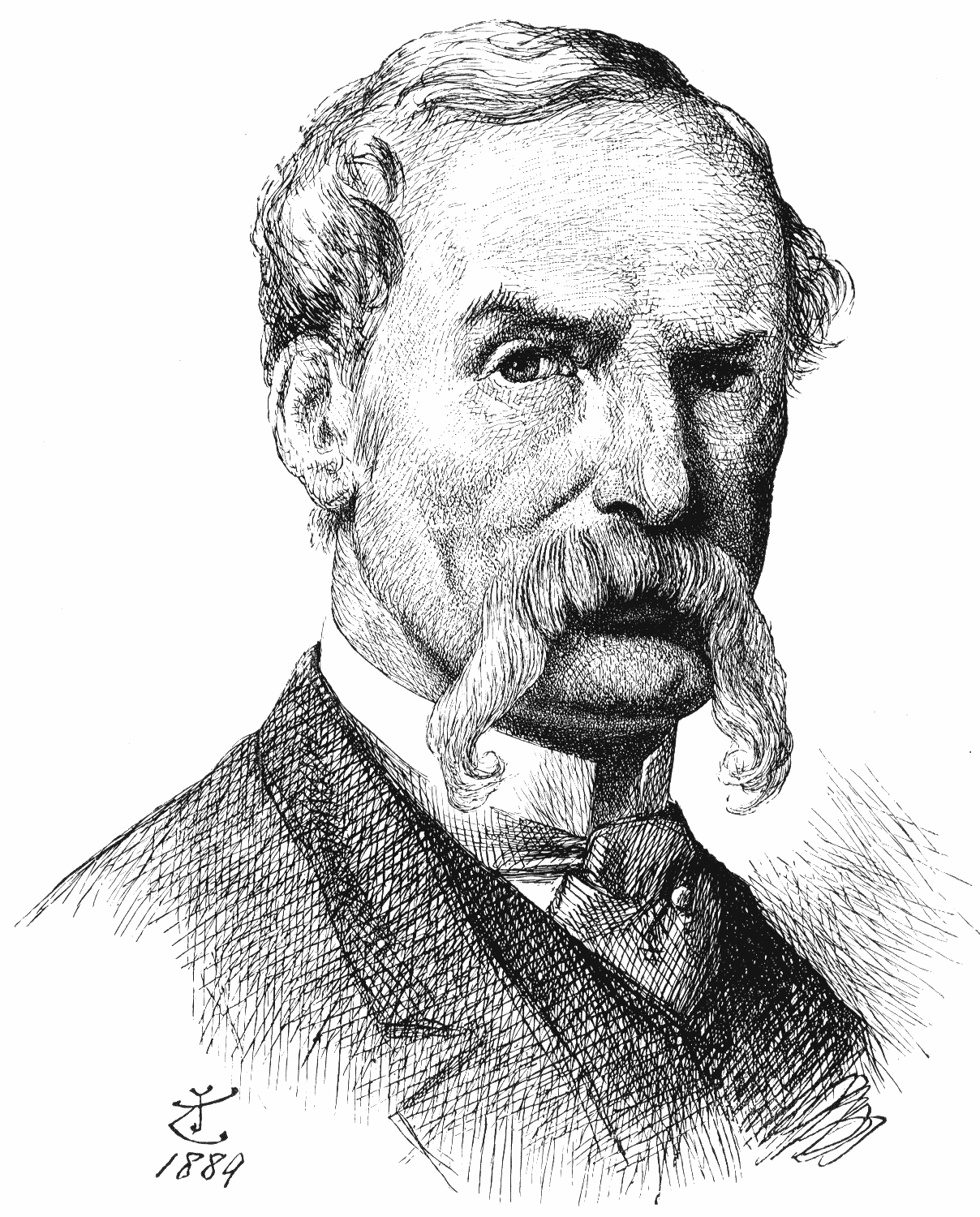
1889년경의 자화상

## 서훈
- 1893년 기사작위(Knight Bachelor) 서임[1]